# Nnedi Okorafor
Nnedimma Nkemdili Okorafor (ur. 8 kwietnia 1974 w Cincinnati) – amerykańska pisarka nigeryjskiego pochodzenia tworząca fantasy i fantastykę naukową. Laureatka World Fantasy Award za powieść Who Fears Death oraz Hugo i Nebuli za krótsze formy. Jej debiutancka powieść Zahrah the Windseeker zdobyła w 2008 prestiżową Wole Soyinka Prize for Literature in Africa.
Publikowała także jako Nnedima Okorafor, Nnedi Okorafor-Mbachu.

## Życiorys
Jej rodzice, wywodzący się z plemienia Ibo, byli reprezentacyjnymi lekkoatletami – ojciec płotkarzem, matka oszczepniczką. Oboje wyjechali z Nigerii do Ameryki na studia w 1969. Ojciec został kardiochirurgiem, matka, pielęgniarka, zdobyła doktorat z administracji służby zdrowia. Dorastająca w białej dzielnicy Nnedi na co dzień doświadczała rasizmu, jednak od najmłodszych lat często odwiedzała kraj przodków, dzięki czemu w swej twórczości nawiązuje do swych korzeni, łącząc fantasy, science fiction i realizm magiczny.
Jako nastolatka byłą gwiazdą sportu. W wieku 13 lat zdiagnozowano u niej skoliozę. W wieku 19 lat przeszła operację kręgosłupa, po której została sparaliżowana od pasa w dół. Dzięki intensywnej terapii z czasem odzyskała zdolność chodzenia.
Ukończyła liceum Homewood-Flossmoor na przedmieściach Chicago, a następnie dziennikarstwo na Uniwersytecie Stanu Michigan, edukację zakończyła doktoratem z filologii angielskiej na Uniwersytecie Illinois w Chicago. W 2001 roku uczestniczyła w warsztatach Clarion Writers Workshop.
Obecnie uczy kreatywnego pisania na Uniwersytecie Stanu Nowy Jork w Buffalo. Mieszka ze swoją rodziną w Olympia Fields. Ma dwie starsze siostry, o imionach Ngozi i Ifeoma oraz brata Emezie.
Jej imię w języku ibo oznacza „Matka jest dobra”.
Zaczęła pisywać krótkie opowiadania na marginesach czytanych książek science fiction. Po raz pierwszy opublikowała swój utwór w grudniu 2000 r. w magazynie „Strange Horizons”. Publikowała opowiadania m.in. w „Lightspeed”, „Clarkesworld” i „Tor.com”.

## Twórczość

### Powieści
- Who Fears Death (2010)
- Laguna (Lagoon 2014, wyd. pol. Wydawnictwo Mag 2015, seria Uczta Wyobraźni)
- The Book of Phoenix (2015)
- Noor (2021)

### Książki dla dzieci i młodzieży
- Zahrah the Windseeker (2005)
- The Shadow Speaker (2007)
- Long Juju Man (2009)
- Akata Witch (2011)
- Iridessa and the Secret of the Never Mine (2012)
- The Girl with the Magic Hands (2013)
- Chicken in the Kitchen (2015)
- Akata Warrior (2017)
- Ikenga (2020)
- Akata Woman (2022)

### Zbiory opowiadań
- Kabu Kabu (2013)

### Komiksy
- Black Panther: Long Live the King (2017)
- LaGuardia (2018)
- Shuri (2018)
- Wakanda Forever (2018)
- Antar: the Black Knight (2018)

## Non fiction
- Broken Places & Outer Spaces (2019)

W Polsce drukiem ukazała się powieść Laguna oraz opowiadanie Księga Feniksa. Fragment wielkiej księgi (The Book of Phoenix: Excerpted from the Great Book) w Nowej Fantastyce 03(354)/2012.
To oraz inne opowiadania są dostępne na portalu Poltergeist: Biafra , Pająk artysta (Spider the Artist, ), Księga Feniksa. Fragment wielkiej księgi (The Book of Phoenix: Excerpted from the Great Book ).

## Nagrody
- 2008 – Wole Soyinka Prize for Literature in Africa za Zahrah the Windseeker
- 2011 – World Fantasy Award dla najlepszej powieści za Who Fears Death
- 2016 – Nagroda Hugo za najlepsze opowiadanie za Binti
- 2016 – Nebula dla najlepszego opowiadania za Binti
- 2016 – Children's Africana Book Award for Best Book for Young Readers za Chicken in the Kitchen
- 2018 – Nagroda Locusa za najlepszą powieść młodzieżową za Akata Warrior
- 2018 – Nagroda im. Kurda Lasswitza dla najlepszej powieści obcojęzycznej za The Book of Phoenix